# Lago de Oredon
El lago de Oredon es un embalse o lago artificial francés ubicado en el departamento de los Altos Pirineos, en la región de Occitania. Ocupa una extensión de 46 hectáreas y está situado a 1849 m de altitud.

## Historia
Construida entre 1869 y 1884, la presa de Oredon, está destinada al abastecimiento del departamento de Gers a través del Neste a través del canal Neste, es la presa más antigua de los Pirineos. En 1917, un canal subterráneo unió su embalse al del Oule, permitiendo así el aumento de potencia de la central hidroeléctrica Eget-Cité en el valle de Aure.
En 1922 , se creó un laboratorio de biología (o "Estación Biológica del Lago de Oredon") en la orilla del lago Oredon, en respuesta al interés científico del sitio de Néouvielle, revelado en particular por el profesor Jammes. Esta estación albergará a muchos científicos y estudiantes que estudiarán el lago Oredon, pero también su cuenca, los estanques y humedales que lo rodean y la ecología de otros lagos glaciares cercanos.

## Geografía

### Protección del medio ambiente
Artículos relacionados: Espacios protegidos de los Pirineos y Relación de espacios naturales de interés ecológico, faunístico y florístico de los Altos Pirineos .
El lago es parte de un área natural protegida , clasificada ZNIEFF tipo 1.

### Rutas de acceso
El camino que conduce a los lagos (Orédon, Aubert , Aumar y Cap-de-Long ) está regulado: generalmente cerrado en invierno, el cierre está indicado por señales, en el cruce de Fabian.
Solo es accesible desde la carretera departamental D 929 en el valle de Aure , pasando por Saint-Lary-Soulan y Tramezaïgues . En Fabián, aldea de la localidad de Aragnouet , el RD 929 sale del valle y sube hacia el lago Orédon.
Lugar alto para paseos pirenaicos, varias rutas de senderismo permiten, entre otras cosas, el acceso a los lagos vecinos: las Laquettes, Aubert y Cap-de-Long .